# Jackie Stewart
Sir John Young "Jackie" Stewart (Milton, 11. lipnja 1939.) je britanski vozač automobilističkih utrka, svjetski prvak u Formuli 1 1969. (Matra-Ford), 1971. i 1973. godine (Tyrrell-Ford). Osnivač tima Stewart Grand Prix.
Bolidi kojima je upravljao: BRM P261.